# Kōjun
Nagako (Tóquio, 6 de março de 1903 — Chiyoda, 16 de junho de 2000), homenageada postumamente como Imperatriz Kōjun, foi imperatriz do Japão, esposa do 124º Imperador do Japão, Hirohito, tornando-a imperatriz consorte mais antiga da história japonesa. O seu selo é pêssego.
Seu nome póstumo é Kōjun, que significa "pureza perfumada". A imperatriz Kōjun foi uma imperatriz consorte de 25 de dezembro de 1926 a 7 de janeiro de 1989, tornando-a a imperatriz mais longeva da história japonesa, falecendo aos 97 anos de idade.

## Vida antes do casamento

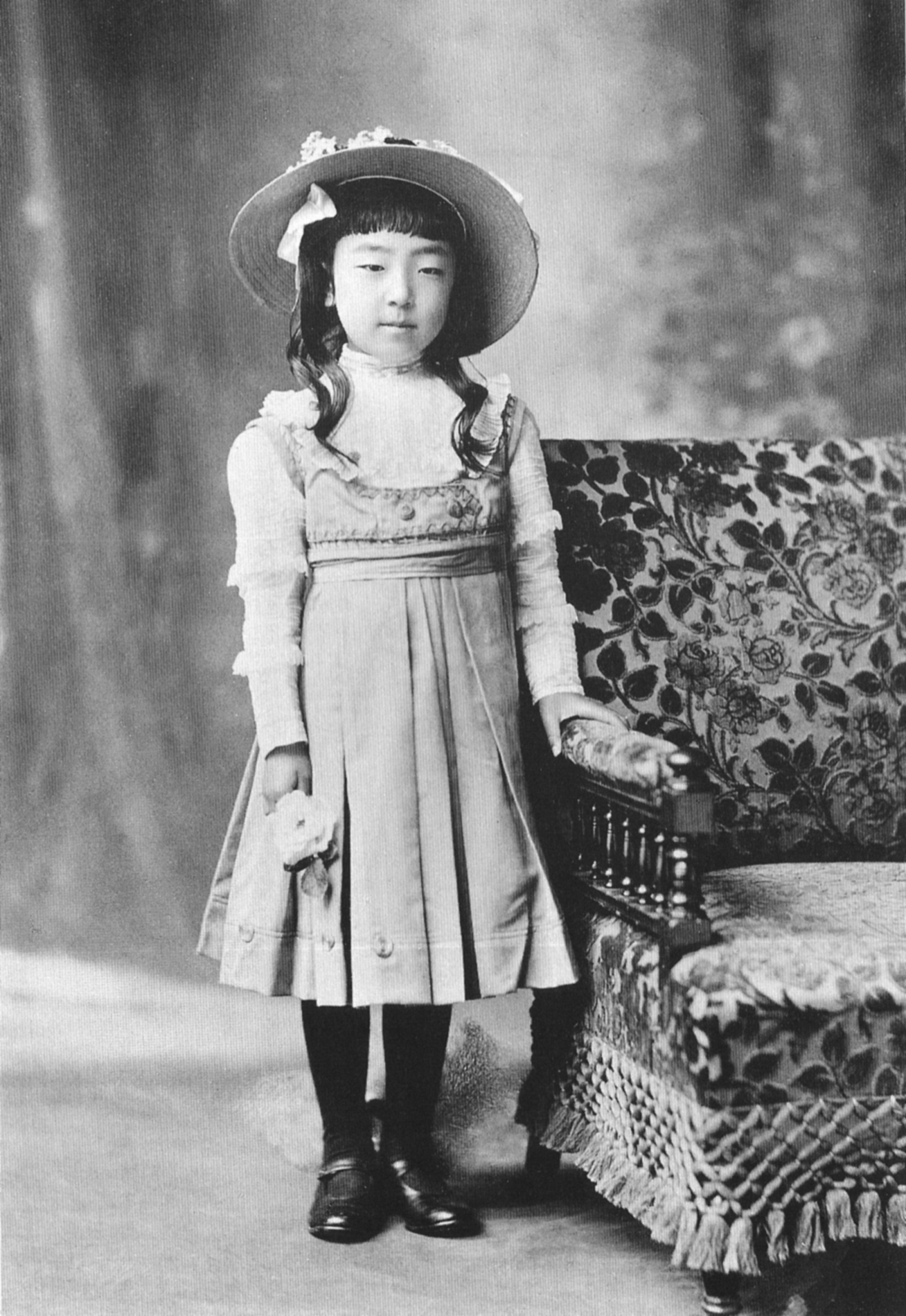
A Princesa Nagako, em 1910.

A princesa Nagako nasceu na casa da família Kuni-no-miya, em Tóquio, no Japão, em um dos ramos da Casa Imperial do Japão, elegíveis para fornecer um herdeiro ao trono do Japão (por adoção). Ela era, portanto, uma princesa de nascimento, como filha de Kuniyoshi, príncipe Kuni e de Chikako Shimazu. Enquanto seu pai era descendente da própria família imperial, sua mãe descendia de daimyōs, a aristocracia feudal ou militar. Nagako se tornaria um dos últimos japoneses que conseguiam se lembrar de como era a vida dentro da aristocracia japonesa nos anos que antecederam a Segunda Guerra Mundial.
Quando jovem, Nagako frequentou a Escola de Pares de Meninas em Tóquio (hoje Gakushūin), uma escola criada especialmente para as filhas da aristocracia e da família imperial. Entre sua corte estava a princesa herdeira Bangja da Coréia (então conhecida como princesa Masako Nashimoto). Após seu noivado aos quatorze anos, Nagako foi retirada desta escola e iniciou um programa de treinamento de seis anos com o objetivo de desenvolver as realizações consideradas necessárias para uma imperatriz.

## Casamento
O noivado de janeiro de 1919 da Princesa Nagako com seu primo distante, o então príncipe herdeiro Hirohito, o futuro Imperador Shōwa, foi incomum por duas razões. Primeiramente, ela era uma princesa de sangue imperial que não era muito próxima, e as consortes de imperadores japoneses e príncipes herdeiros, por séculos, vinham dos cinco principais ramos do Clã Fujiwara: Konoe, IIchijō, Nijō, Takatsukasa e Kujō; as mais ilustres famílias da aristocracia japonesa (kuge). Além disso, sua mãe descendia de um daimyo, a aristocracia militar ou feudal.
A Princesa Nagako casou-se com Hirohito no dia 26 de janeiro de 1924 e tornou-se, consequentemente, Princesa Consorte do Japão. Com a ascensão de Hirohito, em 25 de dezembro de 1926, tornou-se Imperatriz. O casal imperial teve cinco filhas e dois filhos.

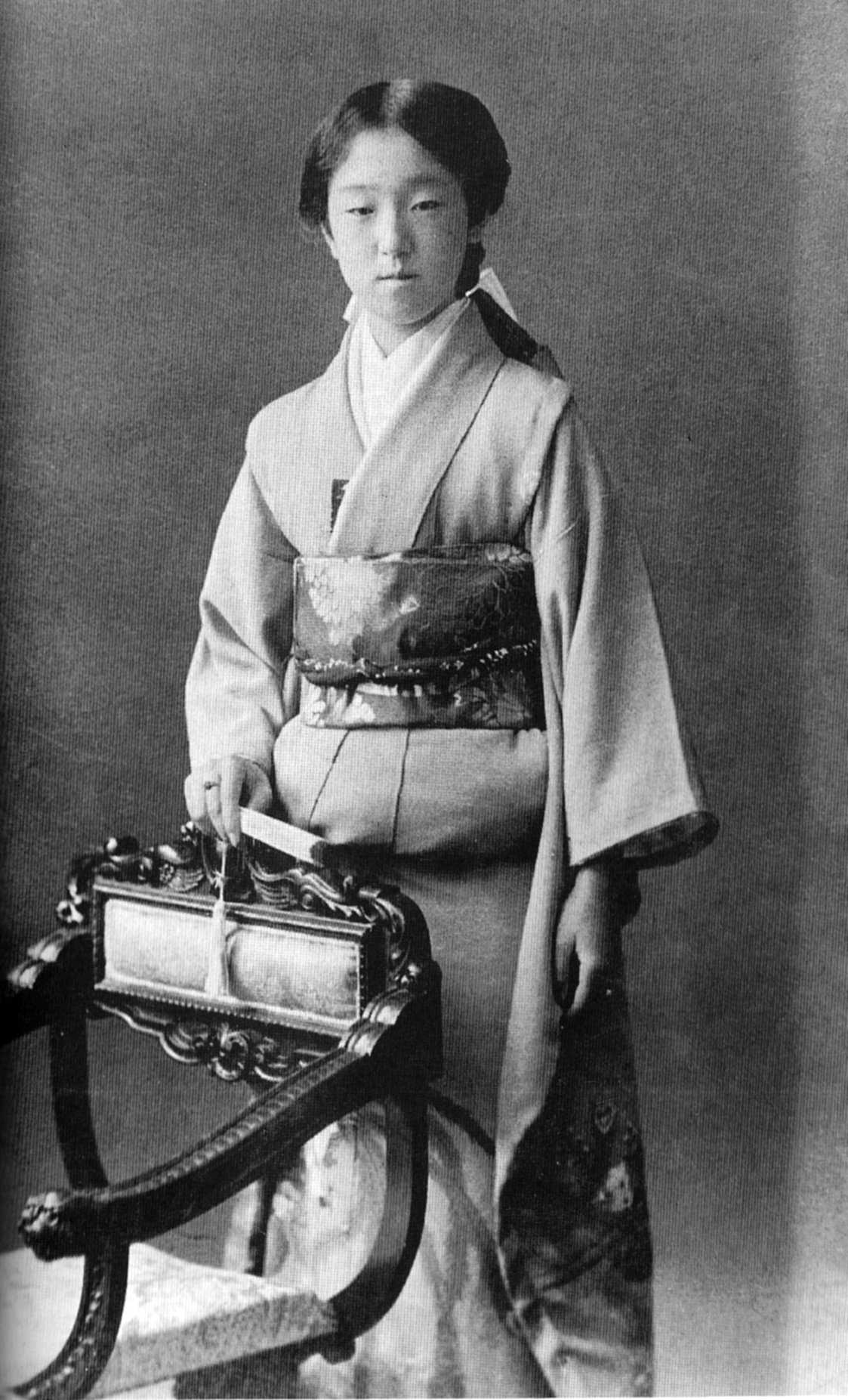
A Princesa Nagako, por volta de 1918.
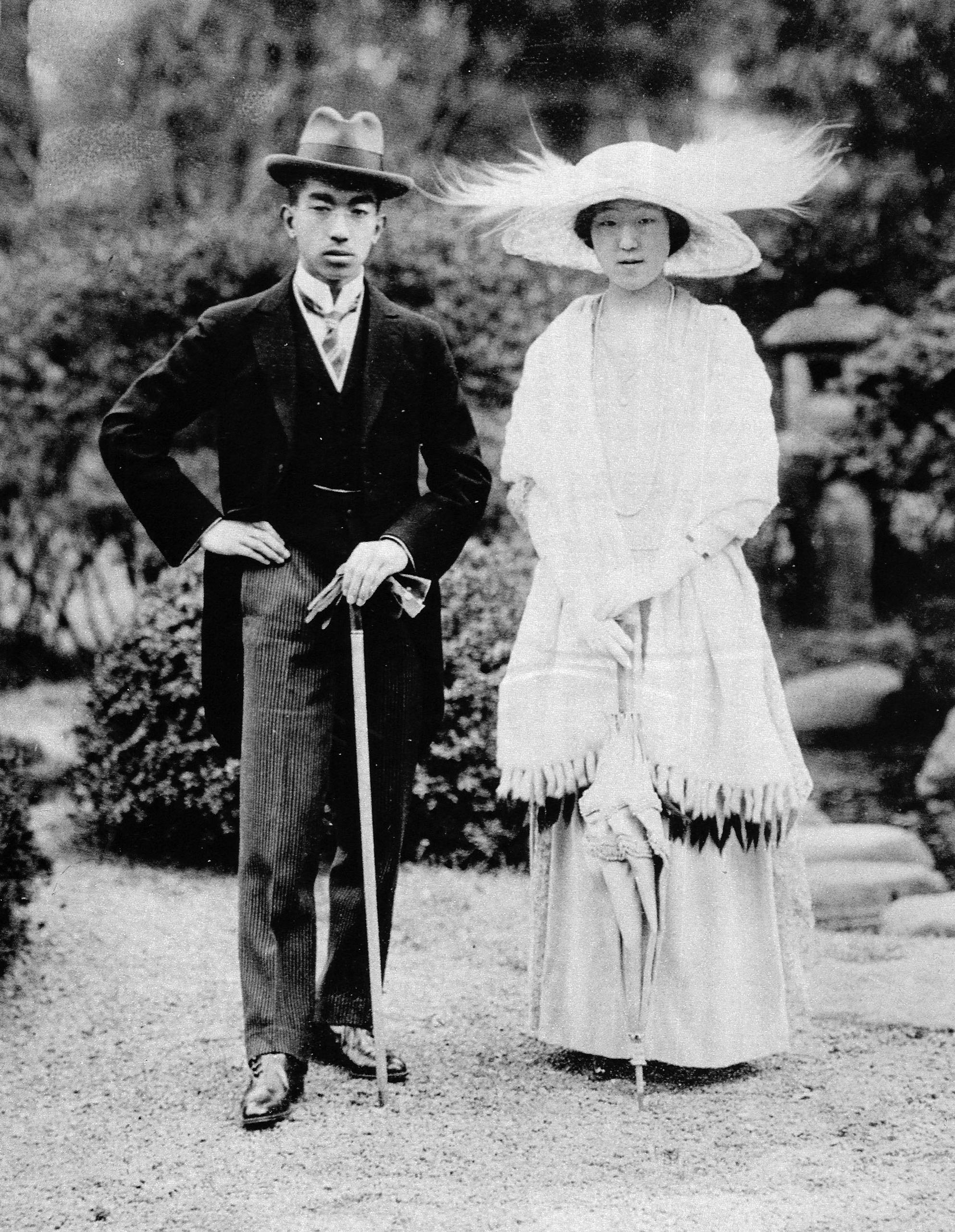
Hirohito e Nagako, ainda príncipes, em 26 de janeiro de 1924 logo após o casamento.
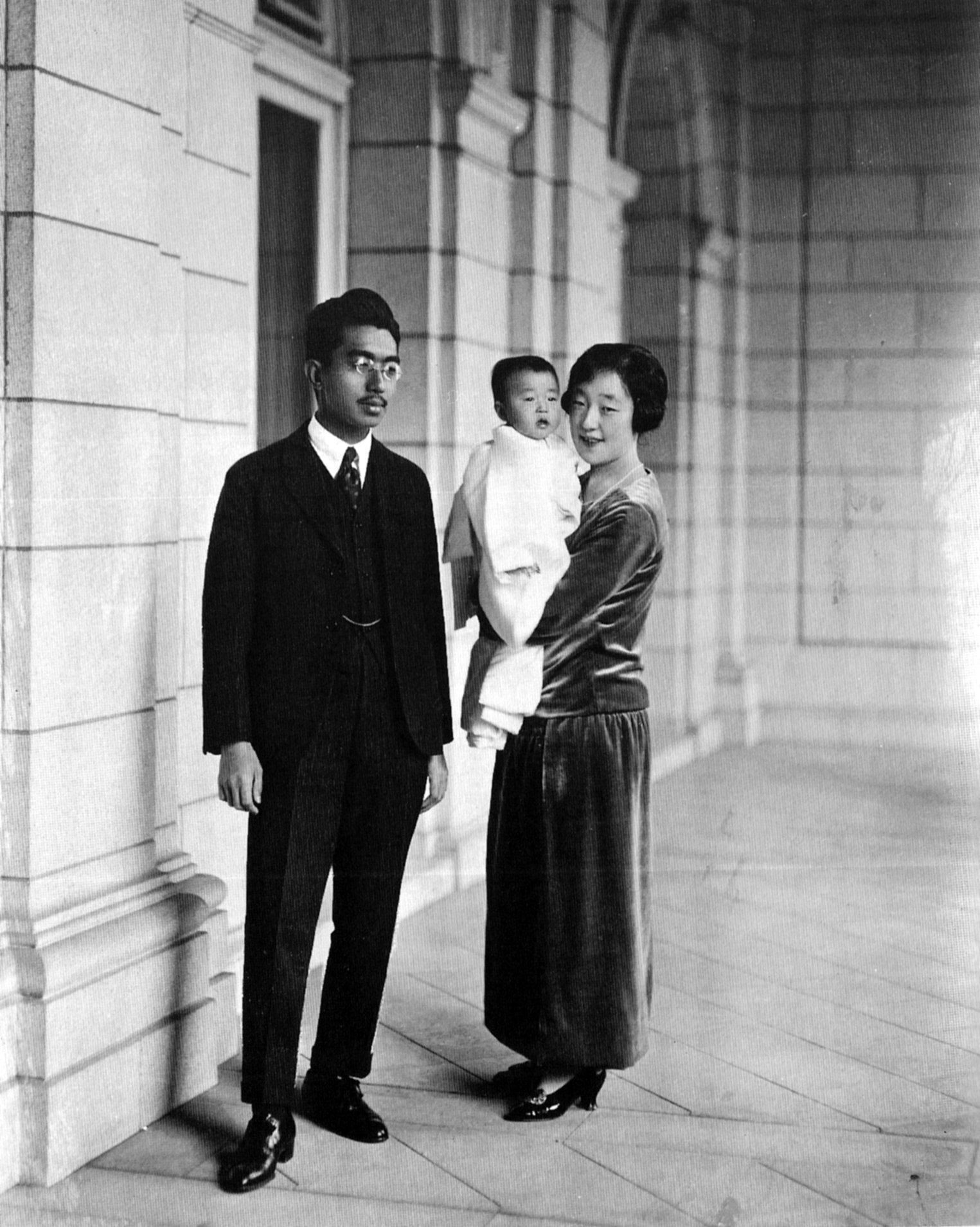
Os príncipes Hirohito e Nagako com a princesa Shigeko.
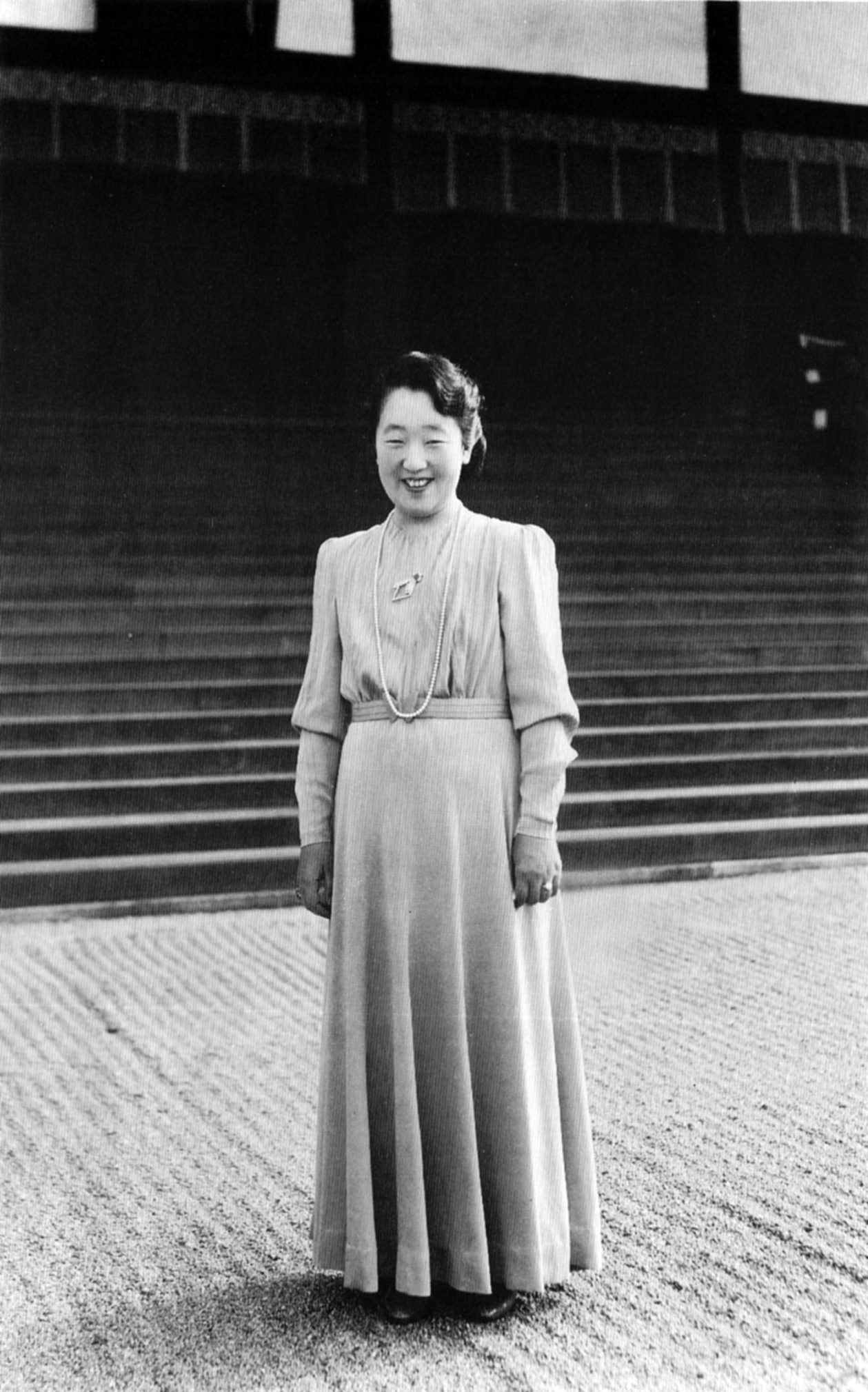
A Imperatriz em 1941.

### Filhos
| Nome                                                                | Nascimento             | Morte               | Observações |
| ------------------------------------------------------------------- | ---------------------- | ------------------- | --- |
| Princesa Teru (Shigeko Higashikuni) (照宮成子 teru no miya shigeko) | 9 de dezembro de 1925  | 23 de julho de 1961 | Casou-se com o Príncipe Morihiro Higashikuni, o qual perdeu seu título em 1947, devido à reforma da Casa Imperial pelos norte-americanos. Tiveram cinco filhos. |
| Princesa Hisa (Sachiko) (久宮祐子 hisa no miya sachiko)             | 10 de setembro de 1927 | 8 de março de 1928  | Morreu jovem. |
| Princesa Taka (Kazuko Takatsukasa) (孝宮和子 taka no miya kazuko)   | 30 de setembro de 1929 | 28 de maio de 1989  | Casou-se com Toshimichi Takatsukasa. Adotaram um filho, Naotake.                                                                                                |
| Princesa Yori (Atsuko Ikeda) (順宮厚子 yori no miya atsuko)         | 7 de março de 1931     |                     | Casou-se com Takamasa Ikeda. Não tiveram filhos. |
| Príncipe Herdeiro Tsugu (Akihito) (継宮明仁 tsugu no miya akihito)  | 23 de dezembro de 1933 |                     | Foi o 125º Imperador do Japão Casou-se com Michiko Shōda Tiveram 2 filhos e 1 filha.                                                                            |
| Príncipe Yoshi (Masahito) (義宮正仁 yoshi no miya masahito)         | 28 de novembro de 1935 |                     | Titulado Príncipe Hitachi (常陸宮 hitachi no miya) desde 1º de outubro de 1964.                                                                                 |
| Princesa Suga (Takako Shimazu) (清宮貴子 suga no miya takako)       | 3 de março de 1939     |                     | Casou-se com Hisanaga Shimazu. Tiveram um filho. |

As filhas que viveram até a fase adulta deixaram a família imperial ou por causa das reformas americanas na casa imperial japonesa em outubro de 1947 (no caso da princesa Teru) ou por causa dos termos da Lei da Casa Imperial de 1947, no momento de seus subsequentes casamentos (nos casos das princesas Yori, Taka e Suga).

## Vida como Imperatriz

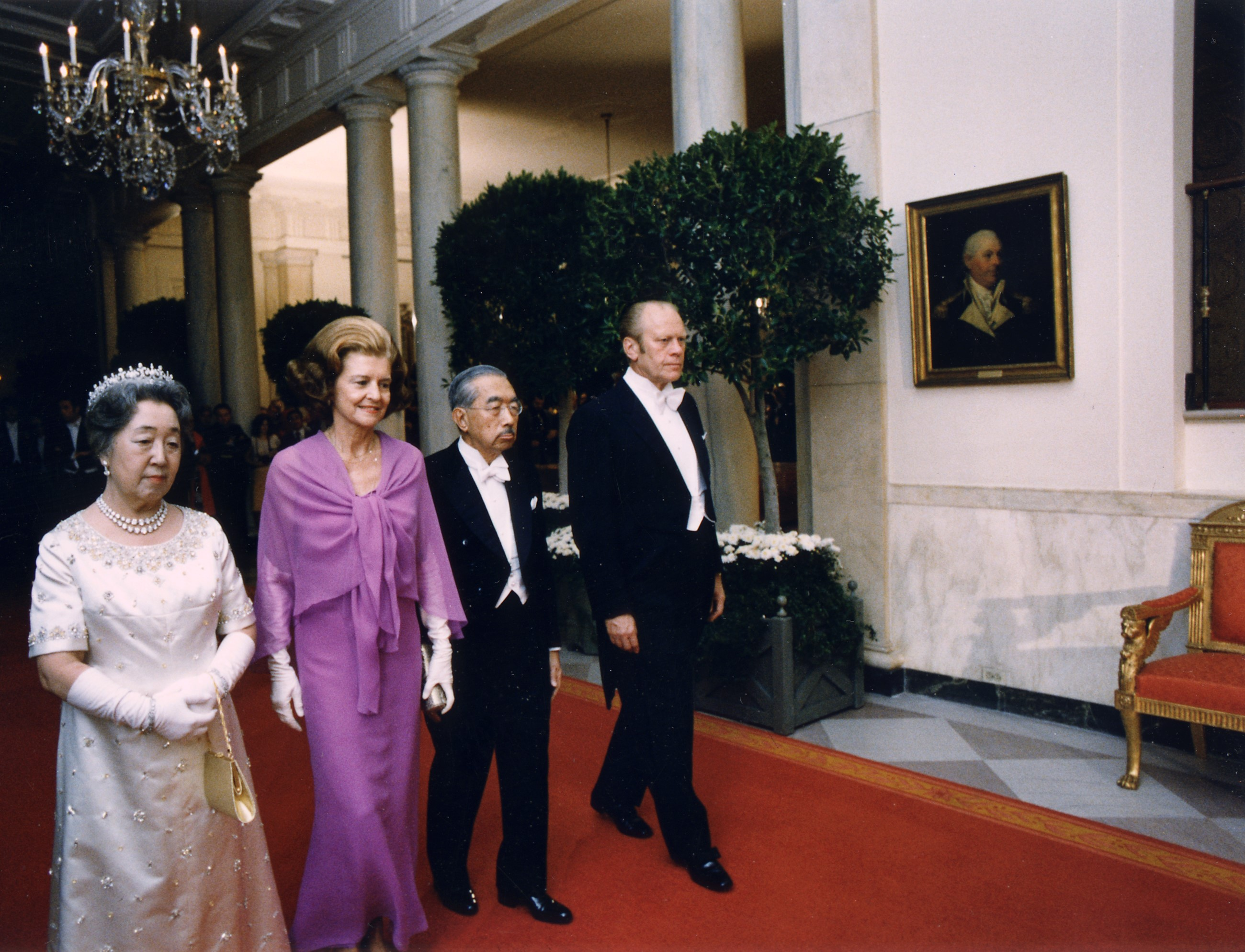
Visita do Imperador e da Imperatriz à Casa Branca, em 1975.

Embora tenha realizado seus deveres cerimoniais como imperatriz numa maneira tradicional, a imperatriz foi a primeira consorte imperial japonesa que viajou a bordo. Ela acompanhou o Imperador Shōwa em seu tour pela Europa em 1971 e, mais tarde, em sua visita de Estado aos Estados Unidos, em 1975. Ela ficou conhecida como a "Imperatriz sorridente".
Tornou-se viúva com a morte do Imperador, no dia 7 de janeiro de 1989. Naquele momento, sua saúde estava debilitada, e por isso Nagako não compareceu ao funeral do marido. Uma de suas últimas aparições públicas ocorreu um ano antes, em 1988, e no casamento do seu neto, o Príncipe Naruhito, em 1993. Depois disso, ela optou em ficar em reclusão pelo resto de sua vida.
Quando morreu em 2000, aos noventa e sete anos, ela tinha finalizado setenta e quatro anos como imperatriz. O Imperador Akihito concedeu-lhe o título póstumo de Imperatriz Kōjun. Seu lugar de descanso final é um mausoléu perto do de seu finado marido, Hirohito.

## Títulos e estilos
Em todo o arco de sua vida e morte, a imperatriz Kōjun é conhecida por vários títulos relacionados, mas distintos:
- 6 de março de 1903 — 26 de janeiro de 1924: Sua Alteza Imperial a princesa Nagako de Kuni
- 26 de janeiro de 1924 — 25 de dezembro de 1926: Sua Alteza Imperial a Princesa Herdeira
- 25 de dezembro de 1926 — 7 de janeiro de 1989: Sua Majestade a Imperatriz
- 7 de janeiro de 1989 — 16 de junho de 2000: Sua Majestade a Imperatriz-viúva
- Nome póstumo: Sua Majestade a Imperatriz Kōjun

## Condecorações
- Ordem do Cruzeiro do Sul